# الروضة (القصيم)
الروضة قرية تابعة لمحافظة النبهانية وتقع في غرب منطقة القصيم في السعودية. بالقرب من الطريق السريع الرابط بين المدينة المنورة القصيم

## الموقع الجغرافي
تقع الروضة غرب القصيم على طريق المدينة المنورة القصيم القديم والسريع الجديد وتبعد عن بريدة 120 كم وعن الرس 70 كم.

## التاريخ
مؤسس الروضة هو الأمير محمد بن نجاء بن طريس عام 1386هـ 1966م وتولى امارتها حتى وفاته بجانب توليه مشيخة القبيلة وجاء من بعد ابنه الأمير نايف بن محمد بن نجاء بن طريس الذي ظل أمير عليها لأكثر من 30 سنة وتولى بعده الأمير حمود بن محمد بن نجاء بن طريس لفتره قصيرة وأما الآن فأميرها الشيخ عبد الله نايف بن نجاء بن طريس وصدر قرار تعيينه رسمياً في تاريخ 1436/10/23 هـ.

## الخدمات
يوجد بها مركز صحي وروضة أطفال ومجمع تعليمي للبنين والبنات ابتدائية وتأسست في عام 1398 هـ ومتوسطة وتأسست في عام 1416 هـ وثانوية وتأسست في عام 1419 هـ ومكتب بريد. وغيره

## السكان
ييلغ عدد سكان الروضة حوالي 3,000 نسمة.

## المناخ
مناخ صحراوي، حار جاف صيفًا بارد مُمطر شتاءً، وتبلغ درجة الحرارة صيفًا 45°م، وفي الشتاء تصل إلى ما دون الصفر.

## التسمية
كانت تسمى روضة قرادان وغير اسمها الملك عبد الله بن عبد العزيز إلى الروضة.

## الزيارات للمركز
زارها كل أمراء المنطقة، الأمير سعود بن هذلول والأمير فهد بن محمد والأمير عبد الإله بن عبد العزيز ونائبه والأمير محمد بن سعد والأمير فيصل بن بندر والأمير عبد العزيز بن ماجد.

## نبذه عن مؤسس الروضة
هو محمد بن نجاء بن درعان بن ناجي بن طريس شيخ الطرسان من بني عمرو من قبيلة حرب مؤسس ورئيس مركز الروضة بالقصيم، شارك مع المؤسس في كثير من المعارك من أبرزها معركة السبلة، وتوفي في يوم الثلاثاء 1411/1/2 هـ، وله من الأبناء:
| - نايف. - عبد الله (متوفي). - حمود. - نجاء. | - الحميدي. - أحمد. - فهد. (متوفي). - سعد. |